# Organització territorial de São Tomé i Príncipe
L'organització territorial de la República Democràtica de São Tomé i Príncipe ve fixada al títol IX de la Constitució de 1990 i s'estructura en sis districtes i una regió autònoma.

## Regió Autònoma de Príncipe

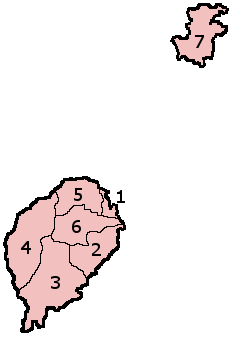
Divisions administratives de São Tomé i Príncipe

La Regió Autònoma de Príncipe abasta la totalitat de l'illa de Príncipe i compta amb un estatut polític-administratiu propi que va entrar en vigor el 29 d'abril de 1995. Els seus òrgans administratius són l'Assemblea Regional i el Govern Regional.

## Districtes
L'illa de São Tomé es divideix en 6 districtes o autarquies locals. Aquests són administrats per una Assemblea del Districte i un òrgan executiu col·legiat, anomenat Cambra del Districte.
El districte d'Água Grande comprèn l'entorn de la capital del país, la ciutat de São Tomé, i els altres cinc corresponen aproximadament als quatre punts cardinals i al centre de l'illa.

## Dades
Les dades dels districtes i les seves capitals són les següents:
| Núm. | Districte/Regió            | Superfície (km²) | Població (cens 2012) | Capital                | Illa     |
| ---- | -------------------------- | ---------------- | -------------------- | ---------------------- | -------- |
| 1.   | Districte d'Água Grande    | 17               | 69.454               | São Tomé               | São Tomé |
| 2.   | Districte de Cantagalo     | 119              | 17.161               | Santana                | São Tomé |
| 3.   | Districte de Caué          | 267              | 6.031                | São João dos Angolares | São Tomé |
| 4.   | Districte de Lembá         | 230              | 14.652               | Neves                  | São Tomé |
| 5.   | Districte de Lobata        | 105              | 19.365               | Guadalupe              | São Tomé |
| 6.   | Districte de Mé-Zóchi      | 122              | 44.752               | Trindade               | São Tomé |
| 7.   | Regió Autònoma de Príncipe | 142              | 7.324                | Santo António          | Príncipe |

## Organització anterior
Fins a la promulgació de la Constitució de 1990, l'organització territorial era una evolució de la distribució colonial portuguesa i dividia el país en dues províncies: São Tomé i Príncipe, corresponents a les dues illes principals.
Les províncies es subdividien en 7 districtes, els sis actuals a São Tomé i el districte únic de Pagué a Príncipe.